# Llista de monuments de Porrera
Llista de monuments de Porrera inclosos en l'Inventari del Patrimoni Arquitectònic Català pel municipi de Porrera (Priorat). Inclou els inscrits en el Registre de Béns Culturals d'Interès Nacional (BCIN) amb la classificació de monuments històrics, els Béns Culturals d'Interès Local (BCIL) de caràcter immoble i la resta de béns arquitectònics integrants del patrimoni cultural català.
| Monument                                     | Protecció    | Estil/època                | Localització                               | Coordenades                                          | Codi?         | Imatge |
| -------------------------------------------- | ------------ | -------------------------- | ------------------------------------------ | ---------------------------------------------------- | ------------- | --- |
| Castell de Porrera                           | BCIN 1302-MH |                            | Porrera Part alta de la vila (desaparegut) | 41° 11′ 23″ N, 0° 51′ 20″ E / 41.189809°N,0.855531°E | RI-51-0006683 | Carregueu una nova foto d'aquest monument                                                                                   |
| Església de Sant Joan Evangelista            | BCIL 1982    | Barroc XVIII               | Porrera Pl. de l'Església, 7               | 41° 11′ 21″ N, 0° 51′ 21″ E / 41.189206°N,0.855815°E | IPA-11344     | Església de Sant Joan Evangelista (Porrera) · Vegeu més fotos d'aquest monument · Carregueu una nova foto d'aquest monument |
| Ermita de Sant Antoni                        | BCIL 1982    | Obra popular XVII, XIX     | Porrera Als afores                         | 41° 11′ 14″ N, 0° 51′ 34″ E / 41.187189°N,0.859406°E | IPA-11346     | Ermita de Sant Antoni (Porrera) · Vegeu més fotos d'aquest monument · Carregueu una nova foto d'aquest monument             |
| El Magatzem, Cal Simó, Ca la Cosina          | BCIL 1982    | Obra popular XIX           | Porrera Pl. Catalunya, 4                   | 41° 11′ 16″ N, 0° 51′ 24″ E / 41.187787°N,0.856744°E | IPA-11347     | El Magatzem (Porrera) · Vegeu més fotos d'aquest monument · Carregueu una nova foto d'aquest monument                       |
| Ca l'Anguera                                 |              | Obra popular XIX           | Porrera C. Onze de Setembre, 5             | 41° 11′ 18″ N, 0° 51′ 22″ E / 41.188226°N,0.856235°E | IPA-11348     | Ca l'Anguera (Porrera) · Vegeu més fotos d'aquest monument · Carregueu una nova foto d'aquest monument                      |
| Cal Milonari, o Cal Millonari, Cal Ventureta |              | Obra popular XIX           | Porrera Av. Cardenal Vidal i Barraquer, 8  | 41° 11′ 13″ N, 0° 51′ 21″ E / 41.186918°N,0.855923°E | IPA-11349     | Cal Milonari (Porrera) · Vegeu més fotos d'aquest monument · Carregueu una nova foto d'aquest monument                      |
| Ca les Finals, o Ca la Final                 |              | Eclecticisme XIX           | Porrera P. de Catalunya, 5                 | 41° 11′ 16″ N, 0° 51′ 24″ E / 41.187876°N,0.856670°E | IPA-11350     | Ca les Finals (Porrera) · Vegeu més fotos d'aquest monument · Carregueu una nova foto d'aquest monument                     |
| El Pont                                      |              | Obra popular XIX           | Porrera Al centre urbà                     | 41° 11′ 17″ N, 0° 51′ 24″ E / 41.188165°N,0.856744°E | IPA-11351     | El Pont (Porrera) · Vegeu més fotos d'aquest monument · Carregueu una nova foto d'aquest monument                           |
| Cal Rabascall                                |              | Obra popular XIX           | Porrera C. Prat de la Riba, 18             | 41° 11′ 18″ N, 0° 51′ 17″ E / 41.188332°N,0.854720°E | IPA-11352     | Cal Rabascall (Porrera) · Vegeu més fotos d'aquest monument · Carregueu una nova foto d'aquest monument                     |
| Cal Pellicer                                 |              | Obra popular XVIII         | Porrera C. Prat de la Riba, 24             | 41° 11′ 17″ N, 0° 51′ 17″ E / 41.188119°N,0.854617°E | IPA-11354     | Cal Pellicer (Porrera) · Vegeu més fotos d'aquest monument · Carregueu una nova foto d'aquest monument                      |
| Cal Vallvé                                   |              | Obra popular XIX           | Porrera C. de la Font de Dalt, 18          | 41° 11′ 18″ N, 0° 51′ 17″ E / 41.188335°N,0.854729°E | IPA-11355     | Cal Vallvé (Porrera) · Vegeu més fotos d'aquest monument · Carregueu una nova foto d'aquest monument                        |
| Ca la Xela                                   |              | Obra popular XIX           | Porrera C. de la Font de Dalt, 12          | 41° 11′ 18″ N, 0° 51′ 18″ E / 41.188351°N,0.854991°E | IPA-11356     | Ca la Xela (Porrera) · Vegeu més fotos d'aquest monument · Carregueu una nova foto d'aquest monument                        |
| Cal Lleó                                     |              | Barroc, obra popular XVIII | Porrera C. Major, 12                       | 41° 11′ 21″ N, 0° 51′ 19″ E / 41.189207°N,0.855151°E | IPA-11357     | Carregueu una nova foto d'aquest monument                                                                                   |
| Ca l'Amorós 1                                | BCIL 1982    | Barroc, obra popular XVIII | Porrera C. Mestre Llurba, 11               | 41° 11′ 20″ N, 0° 51′ 24″ E / 41.188772°N,0.856557°E | IPA-11358     | Ca l'Amorós 1 (Porrera) · Vegeu més fotos d'aquest monument · Carregueu una nova foto d'aquest monument                     |
| Ca la Dolores Ceba                           |              | Obra popular XVIII         | Porrera C. Mestre Llurba, 8                | 41° 11′ 20″ N, 0° 51′ 23″ E / 41.188875°N,0.856467°E | IPA-11359     | Ca la Dolores Ceba (Porrera) · Vegeu més fotos d'aquest monument · Carregueu una nova foto d'aquest monument                |
| Cal Porrerà                                  |              | Obra popular XIX           | Porrera C. de les Escoles, 8               | 41° 11′ 20″ N, 0° 51′ 24″ E / 41.188909°N,0.856589°E | IPA-11360     | Cal Porrerà (Porrera) · Vegeu més fotos d'aquest monument · Carregueu una nova foto d'aquest monument                       |
| Cal Pubill, la Cooperativa                   | BCIL 1982    | Barroc, obra popular XVIII | Porrera C. Unió, 7                         | 41° 11′ 19″ N, 0° 51′ 26″ E / 41.188588°N,0.857125°E | IPA-11361     | Cal Pubill (Porrera) · Vegeu més fotos d'aquest monument · Carregueu una nova foto d'aquest monument                        |
| Ca l'Olesti                                  | BCIL 1982    | Obra popular XIX           | Porrera C. Barceloneta, 1                  | 41° 11′ 18″ N, 0° 51′ 26″ E / 41.188386°N,0.857167°E | IPA-11362     | Ca l'Olesti (Porrera) · Vegeu més fotos d'aquest monument · Carregueu una nova foto d'aquest monument                       |
| Ca les Viudes                                | BCIL 1982    | Obra popular XVIII         | Porrera C. del Centre, 20                  | 41° 11′ 21″ N, 0° 51′ 24″ E / 41.189068°N,0.856805°E | IPA-11363     | Carregueu una nova foto d'aquest monument                                                                                   |
| Cal Portal, o Ca l'Andeva                    |              | Obra popular XVII          | Porrera C. de Pau Casals, 8                | 41° 11′ 19″ N, 0° 51′ 21″ E / 41.188609°N,0.855886°E | IPA-11364     | Carregueu una nova foto d'aquest monument                                                                                   |
| Casa particular                              |              | Obra popular               | Porrera C. del Pont                        | 41° 11′ 19″ N, 0° 51′ 23″ E / 41.188603°N,0.856480°E | IPA-11365     | Carregueu una nova foto d'aquest monument                                                                                   |
| Safareigs, rentadors                         | BCIL 1982    | Eclecticisme XX Inici      | Porrera Camí de la Garranxa                | 41° 11′ 19″ N, 0° 51′ 30″ E / 41.188522°N,0.858456°E | IPA-11366     | Safareigs (Porrera) · Vegeu més fotos d'aquest monument · Carregueu una nova foto d'aquest monument                         |
| Ca l'Amorós 2                                |              | Eclecticisme XIX Final     | Porrera C. Sant Antoni                     | 41° 11′ 17″ N, 0° 51′ 25″ E / 41.188036°N,0.856994°E | IPA-39734     | Ca l'Amorós 2 (Porrera) · Vegeu més fotos d'aquest monument · Carregueu una nova foto d'aquest monument                     |
| Ca l'Anguera 2                               |              | Obra popular XIX Mitjan    | Porrera C. Prat de la Riba, 1              | 41° 11′ 17″ N, 0° 51′ 20″ E / 41.188121°N,0.855518°E | IPA-39739     | Ca l'Anguera 2 (Porrera) · Vegeu més fotos d'aquest monument · Carregueu una nova foto d'aquest monument                    |
| Plaça Catalunya                              | BCIL 2005    |                            | Porrera Pl. Catalunya                      | 41° 11′ 16″ N, 0° 51′ 23″ E / 41.187878°N,0.856438°E | IPA-43563     | Plaça Catalunya (Porrera) · Vegeu més fotos d'aquest monument · Carregueu una nova foto d'aquest monument                   |
| Cal Pla                                      | BCIL 2005    | XVI                        | Porrera Pl. Església, 6                    | 41° 11′ 20″ N, 0° 51′ 22″ E / 41.188854°N,0.856003°E | IPA-43564     | Cal Pla (Porrera) · Vegeu més fotos d'aquest monument · Carregueu una nova foto d'aquest monument                           |
| Mas d'en Compte                              | BCIL 2005    |                            | Porrera                                    | 41° 11′ 43″ N, 0° 49′ 15″ E / 41.195149°N,0.820829°E | IPA-43565     | Carregueu una nova foto d'aquest monument                                                                                   |
| Mas d'en Pubill o d'en Simó                  | BCIL 2005    |                            | Porrera                                    | 41° 11′ 48″ N, 0° 53′ 04″ E / 41.196744°N,0.884395°E | IPA-43566     | Carregueu una nova foto d'aquest monument                                                                                   |
| Conjunt de la Garranxa                       | BCIL 2005    |                            | Porrera                                    | 41° 12′ 06″ N, 0° 53′ 52″ E / 41.201695°N,0.897759°E | IPA-43567     | Carregueu una nova foto d'aquest monument                                                                                   |
| Molí de Montlleó                             |              | Obra popular XIX-XX        | Porrera                                    | 41° 11′ 25″ N, 0° 51′ 44″ E / 41.19030°N,0.86221°E   | IPA-45311     | Carregueu una nova foto d'aquest monument                                                                                   |
| Forn rajoler del Mas d'en Compte             |              | Obra popular XIX-XX        | Porrera                                    |                                                      | IPA-45312     | Carregueu una nova foto d'aquest monument                                                                                   |
| Forn rajoler de Cal Vall                     |              | Obra popular XIX-XX        | Porrera                                    |                                                      | IPA-45313     | Carregueu una nova foto d'aquest monument                                                                                   |
| Molí del Xafat                               |              | Obra popular XIX-XX        | Porrera                                    |                                                      | IPA-45314     | Carregueu una nova foto d'aquest monument                                                                                   |